# Aker Solutions
Aker Solutions ASA (читается Акер Солюшнс АСА) — международная инжиниринговая и производственная компания.
Некоторое время с 1995 по 2010 годы была акционером компании Морской старт